# نايف بن بندر السديري
نايف بن بندر بن أحمد السديري (21 يناير 1963 - ) دبلوماسي سعودي. حاصل على ماجستير دراسات سياسية. تولى العديد من المناصب والعضويات وشارك بالعديد من المؤتمرات التي أقيمت بداخل السعودية وخارجها.

## حياته الدبلوماسية
شغل منصب سفير السعودية لدى دولة كندا بين عامي 2014 - 2018. ويشغل السديري حاليا منصب سفير المملكة العربية السعودية لدى المنامة )البحرين(.
في 12 اغسطس 2023، سلم السفير نايف بندر السديري نسخةً من أوراق اعتماده سفيرًا فوق العادة مفوضًا وغير مقيم لدى فلسطين، وقنصلاً عاماً بمدينة القدس، إلى مستشار الرئيس الفلسطيني للشؤون الدبلوماسية مجدي الخالدي، ليصبح بذلك أول سفير للمملكة العربية السعودية لدى دولة فلسطين.
في 19 يناير 2025، منحه الرئيس الفلسطيني محمود عباس نجمة القدس من وسام القدس وذلك لانتهاء مهامه وجهوده خلال فترة تمثيله السعودية لدى فلسطين.
في 22 فبراير 2025 تسلم الدكتور عبد اللطيف راشد الزياني وزير الخارجية البحريني في مقر الوزارة نسخة من أوراق اعتماد نايف بن بندر السديري سفير المملكة العربية السعودية المعين لدى مملكة البحرين.

## أعماله
- 1990: قطاع خاص.
- 1996: التحق بوزارة الخارجية.
- 1997: عمل في وفد المملكة الدائم لدى الأمم المتحدة في نيويورك.
- 1999: انتخب مقرراً لللجنة الثالثة (حقوق الإنسان) عن المجموعة الاسيوية في دورة الأمم المتحدة.
- 2010: مدير عام إدارة المنظمات المتخصصة بوزارة الخارجية.
- 2012: انتخب رئيساً لفريق العمل الأول (نزع السلاح النووي)
- شارك في تنظيم وترأس جلسات عمل دولية.
- رأس وفد المملكة في عدة اجتماعات دولية.
- نشر عدة دراسات حول آليات عمل الأمم المتحدة والعلاقات الدولية.[2]

## الحالة الاجتماعية
متزوج وأب لثلاثة أبناء وابنة واحدة.